# Keijo Petäjä
Keijo Petäjä, född 21 december 1919 i Kuortane, död 9 maj 1988 i Helsingfors, var en finländsk arkitekt.
Keijo Petäjä drev tillsammans med sin hustru, arkitekten Marja Petäjä, en arkitektbyrå i Helsingfors. Tillsammans med Viljo Revell projekterade han efter andra världskriget bostadsområdet Månsas i Helsingfors. Bland hans mer framträdande arbeten kan också nämnas Palace Hotel i Helsingfors (1952) och Drumsö kyrka (1958).
Han är begravd på Sandudds begravningsplats i Helsingfors.

## Utförda arbeten
- Industricentrum, Södra kajen 10 (med Viljo Revell et al.), Helsingfors, 1948 med influenser från Le Corbusier
- Mellersta Finlands Centrala Yrkesskola (med Marja Petäjä), Jyväskylä, 1951-1957
- Drumsö kyrka, Helsingfors 1958
- Stadshus i Janakkala, 1959
- Skolbyggnad, Helsingfors 1962
- Stadshus i Ilmajoen, 1965
- Kone Oy:s tidigare huvudkontor, Munksnäs , Helsingfors, 1973
- Södra esplanaden 20, Helsingfors, Finland, 1975
- Kuusamo City, Kuusamo , 1979
- Maunulan Bostäder Ab:s grupphus (med Viljo Revell), 1949-1953

## Bilder

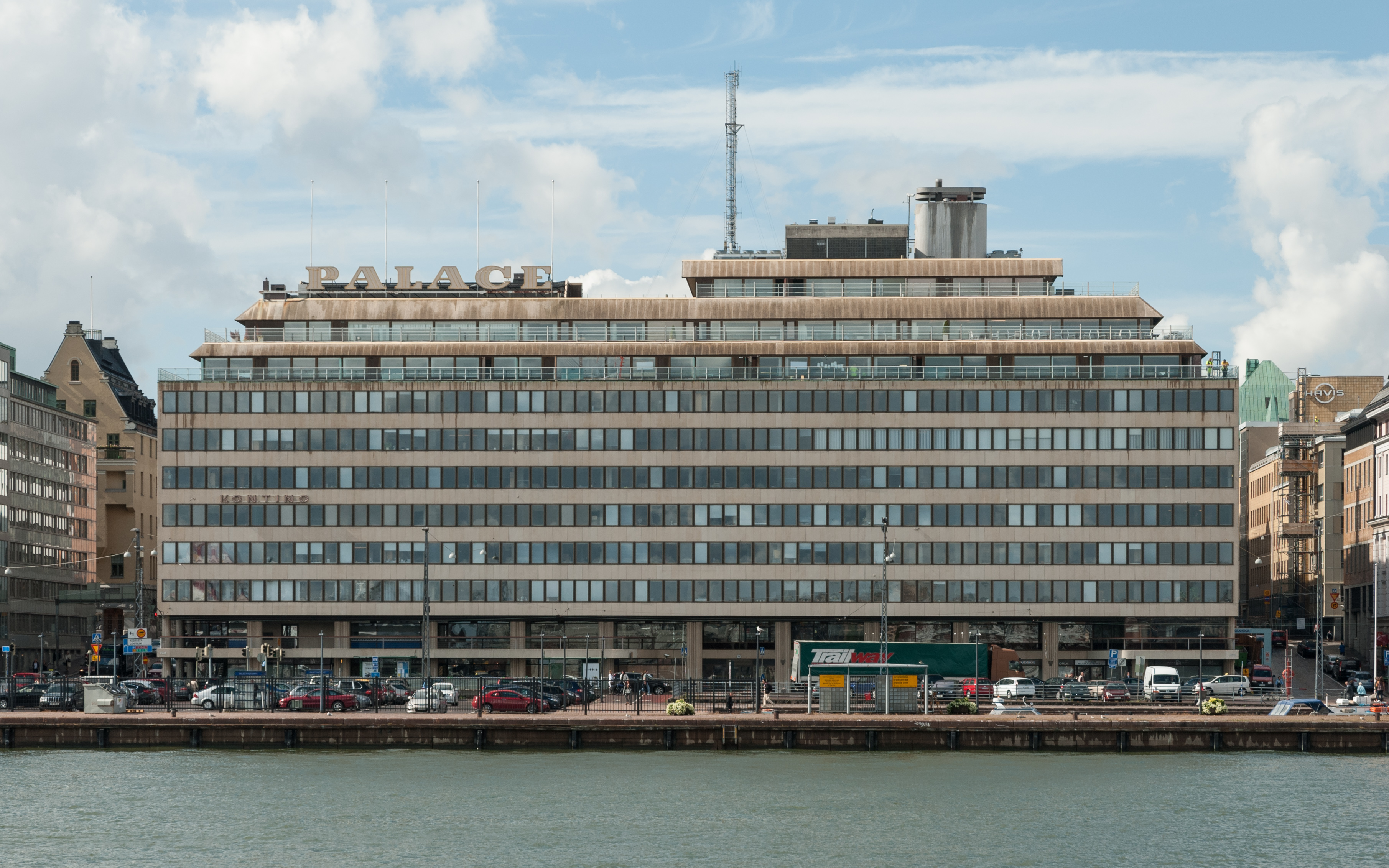
Palace Hotel, 1952.
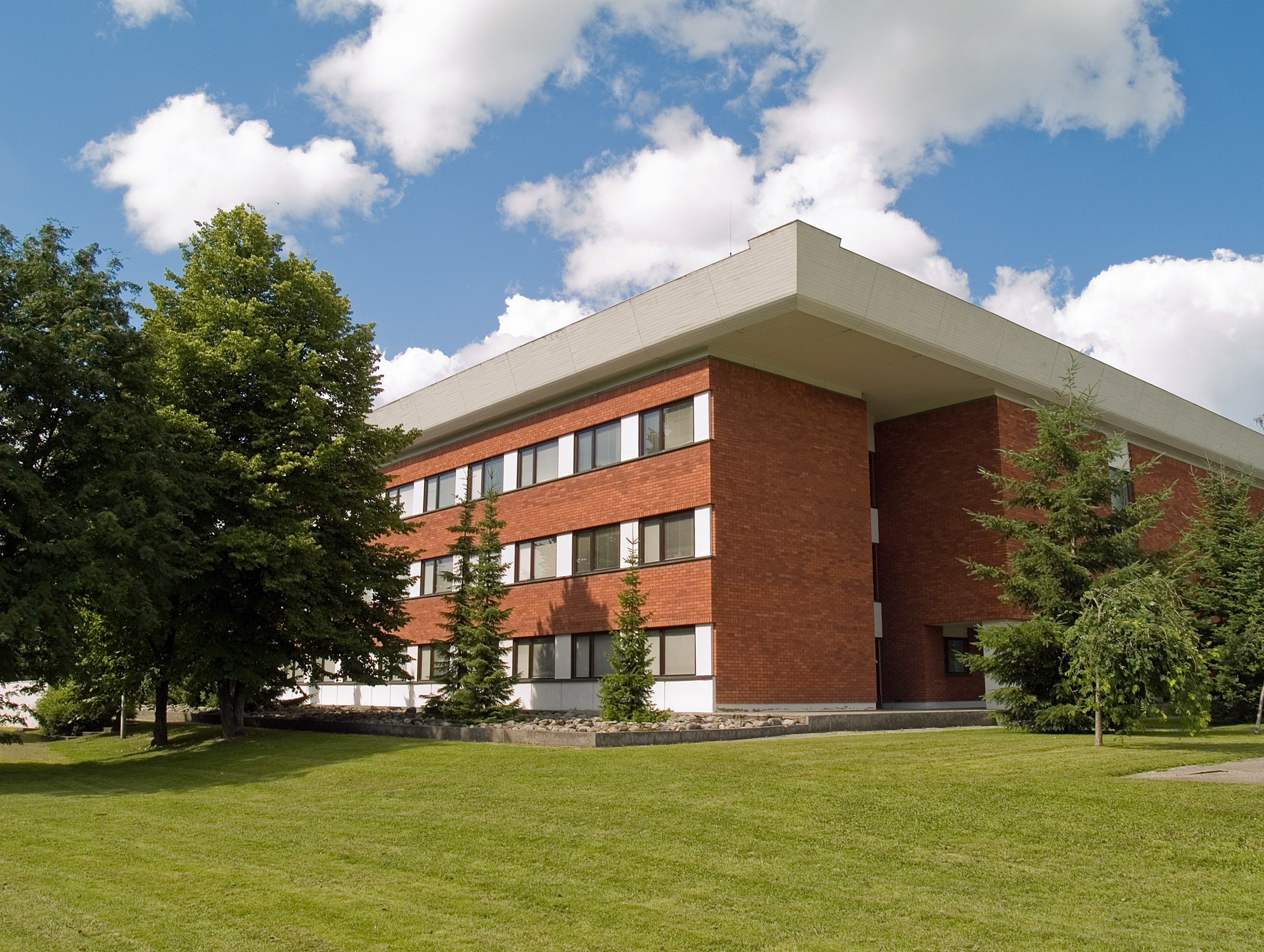
Stadshus i Ilmajoen, 1965.
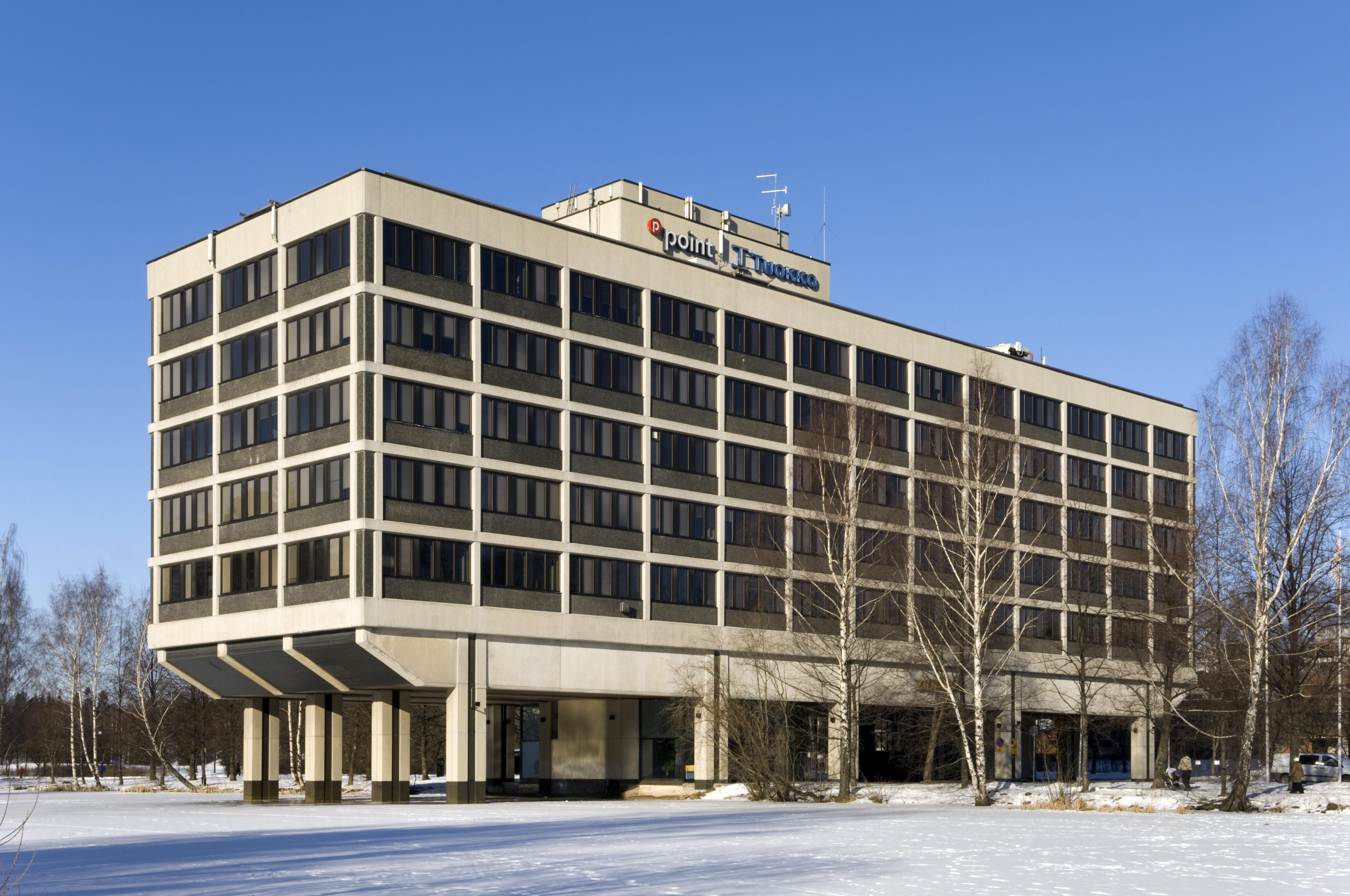
Kone Oy:s tidigare huvudkontor, 1973.
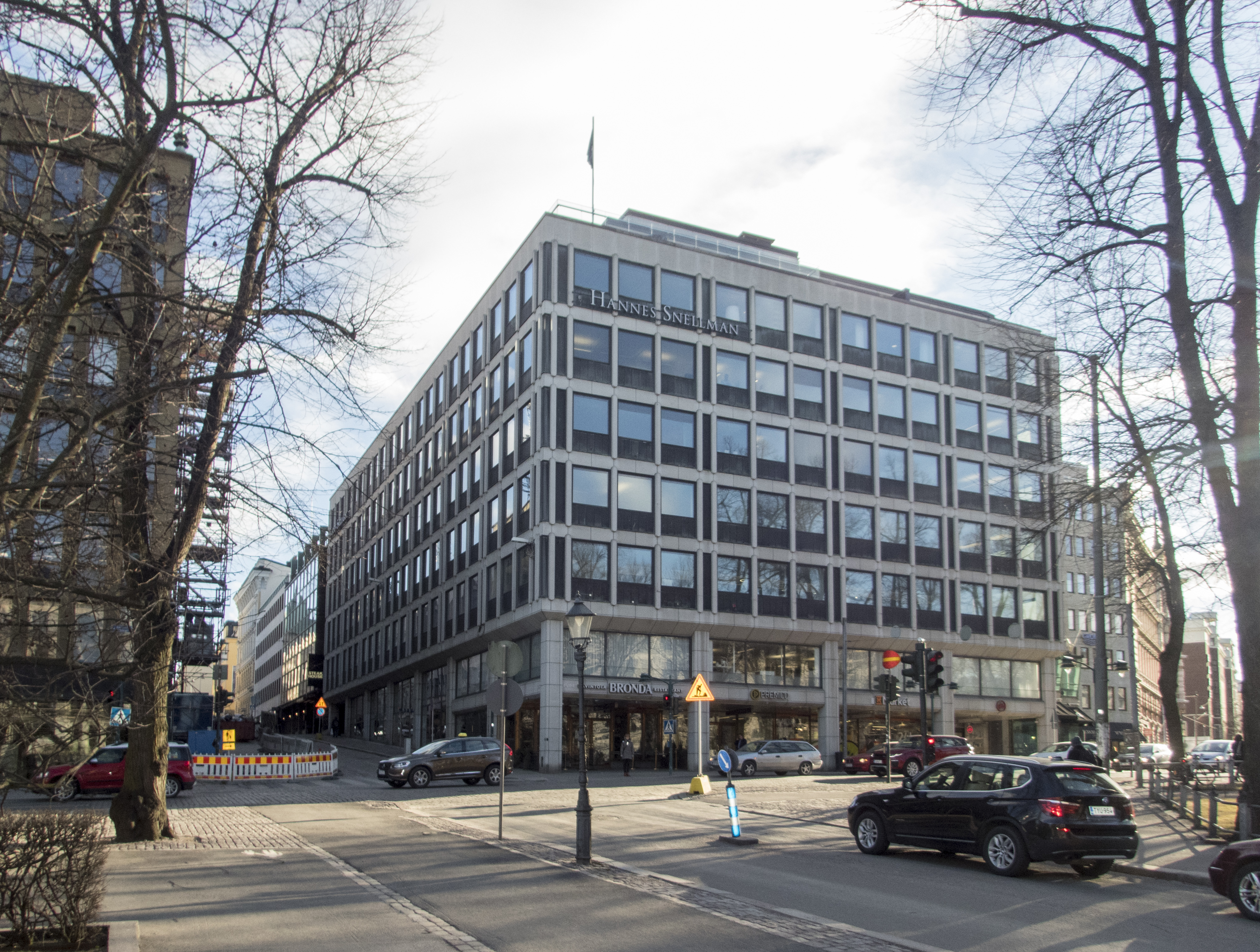
Södra esplanaden 20, 1975.